# Prionodon linsang
Prionodon linsang är en däggdjursart som först beskrevs av Thomas Hardwicke 1821.  Prionodon linsang ingår i släktet linsanger och familjen viverrider. IUCN kategoriserar arten globalt som livskraftig.
Det svenska trivialnamnet bandlinsang förekommer för arten.
Arten blir 31 till 45 cm lång (huvud och bål), har en 30,4 till 42 cm lång svans och väger 600 till 800 g. Prionodon linsang har en kort och tät päls. Pälsen mellan de mörka mönstren har en ljusgrå till ljus gråbrun färg och på undersidan förekommer krämfärgad päls. De mörkbruna till svarta fläckarna på ryggen är sammanlänkade till fyra eller fem bredare band. Dessutom finns en strimma vid varje sida av halsens baksida. Vid bålens sidor förekommer glest fördelade mindre fläckar. Svansen kännetecknas av mörka och ljusa ringar (cirka 8 till 10 per färg).
Detta rovdjur förekommer i Sydostasien. Utbredningsområdet sträcker sig över Malackahalvön och angränsande delar av fastlandet samt över Sumatra, Borneo, Java och flera mindre öar i regionen. I bergstrakter når arten 2400 meter över havet. Habitatet utgörs av olika slags skogar. Prionodon linsang uppsöker även landskap som förändrades av människan, till exempel fruktträdodlingar.
Individerna är aktiva på natten och de vistas främst i växtligheten. Ibland kommer de ner till marken. Födan utgörs av fåglar, trädlevande ormar och gnagare samt olika smådjur.

## Underarter
Arten delas in i följande underarter:
- P. l. linsang
- P. l. fredericae
- P. l. gracilis